# Jewhenij Kisiluk

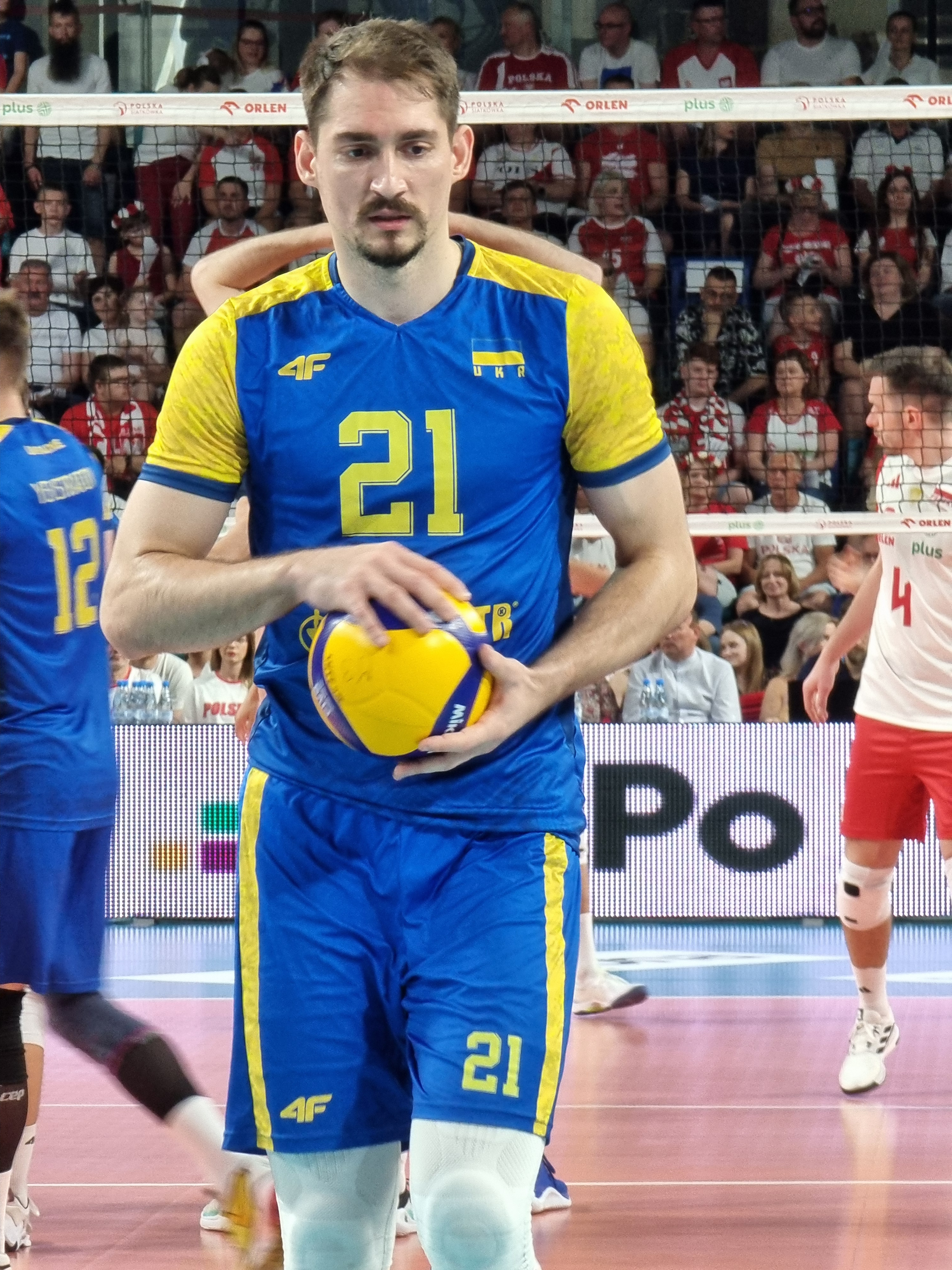
Jewhenij Kisiluk podczas meczu towarzyskiego z reprezentacją Polski w Suwałki Arenie, 29.05.2024

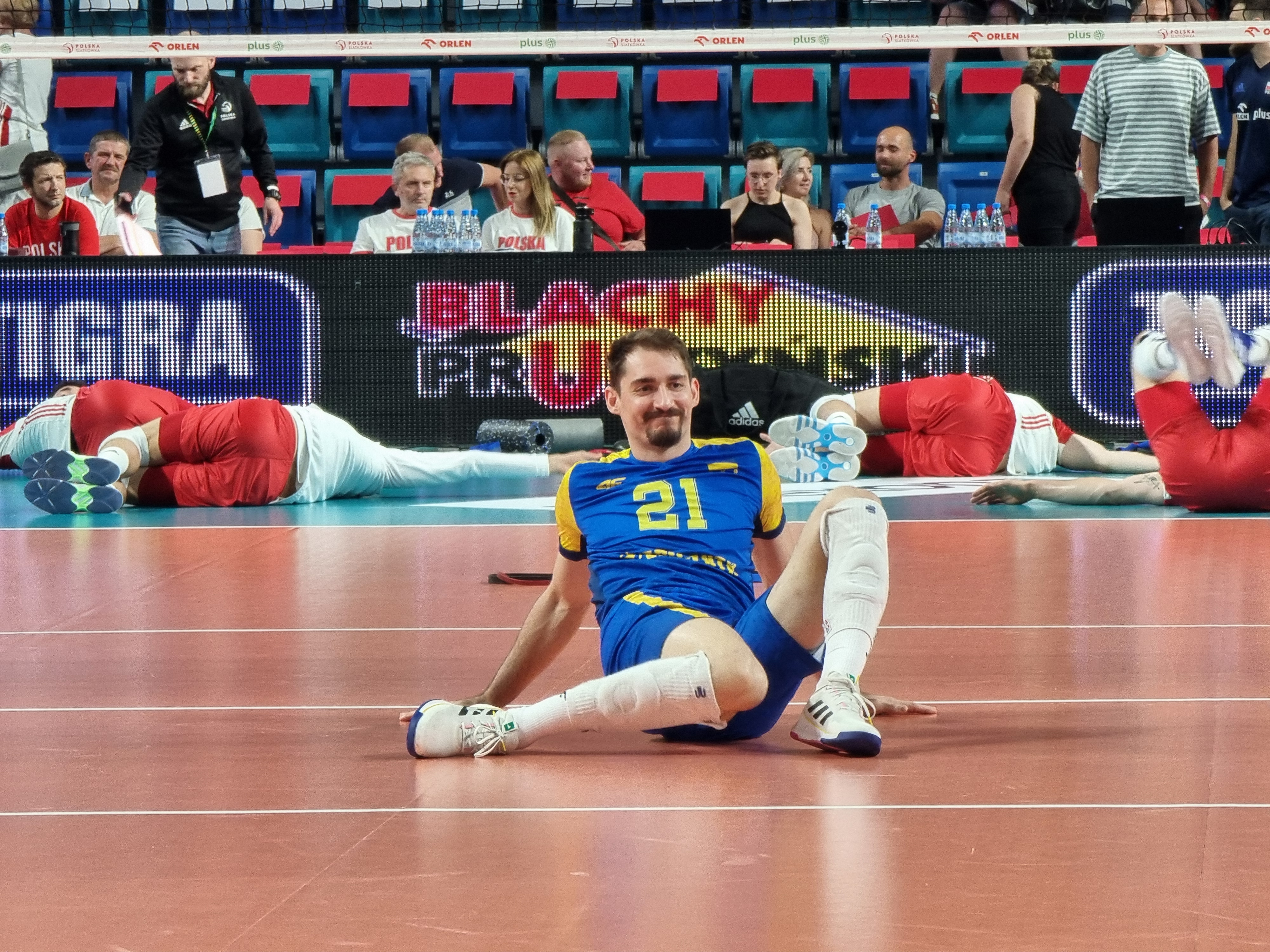
Jewhenij Kisiluk podczas rozgrzewki przed meczem towarzyskim z reprezentacją Polski w Suwałki Arenie, 29.05.2024

Jewhenij Mychajłowycz Kisiluk (ukr. Євгеній Михайлович Кісілюк, (ur. 27 stycznia 1995 w Żmerynce) – ukraiński siatkarz, reprezentant Ukrainy, grający na pozycji przyjmującego.
Był uczniem Dziecięcej Młodzieżowej Szkoły Sportowej w Żmerynce oraz absolwentem Instytutu Medycznego Uniwersytetu Państwowego w Sumach.
Jego żoną jest ukraińska siatkarka Ołeksandra Miłenko.

## Kariera klubowa
| Lata      | Klub                      |
| 2013–2014 | Krymsoda Krasnoperekopsk  |
| 2014–2016 | Chimprom Sumy             |
| 2016–2020 | Barkom-Każany Lwów        |
| 2020–2021 | Merkur Maribor            |
| 2021–2024 | Epicentr-Podolany Horodok |
| 2024–     | GKS Katowice              |

## Sukcesy klubowe
Liga ukraińska:
- 2018, 2019, 2022[8]
- 2015, 2017, 2023[9], 2024[10]

Superpuchar Ukrainy:
- 2016, 2018, 2019, 2023[11]

Puchar Ukrainy:
- 2017, 2018, 2019, 2024[12]

MEVZA - Liga Środkowoeuropejska:
- 2021[13]

Mistrzostwo Słowenii:
- 2021[14]

Puchar Ligi Ukraińskiej:
- 2022[15]

## Sukcesy reprezentacyjne
Liga Europejska:
- 2017[16], 2024[17]
- 2023[18]

## Udział siatkarza w pozostałych międzynarodowych turniejach w reprezentacji Ukrainy[19][20]
| Turniej            | Miejsce     | Rok  |
| ------------------ | ----------- | ---- |
| Letnia Uniwersjada | 4. miejsce  | 2017 |
| Letnia Uniwersjada | 13. miejsce | 2019 |
| Liga Europejska    | 4. miejsce  | 2022 |
| Liga Europejska    | 8. miejsce  | 2018 |
| Mistrzostwa Świata | 7. miejsce  | 2022 |
| Mistrzostwa Europy | 8. miejsce  | 2023 |

## Nagrody indywidualne
- 2024: MVP turnieju finałowego Ligi Europejskiej[21]